# Маврин, Михаил Яковлевич
Михаил Яковлевич Маврин — советский государственный и политический деятель, полковник госбезопасности.

## Биография
Родился в 1905 году в Оренбурге. Член КПСС с 1924 года.
С 1919 года — на хозяйственной, общественной и политической работе. В 1919—1958 гг. — переписчик, подручный слесаря, слесарь мастерских смотрителя зданий, сотрудник ГПУ в Самарканде, Ташкенте, замначальника политотдела по работе ОГПУ-НКВД совхоза «Яккобач», совхоза «Баяут», оперуполномоченный, помощник начальника отделения, начальник отделения, помощник начальника отделения УГБ НКВД УзССР, заместитель начальника, начальник УНКВД, УНКГБ Ташкентской области, вновь начальник УНКВД Ташкентской области, начальник УНКГБ-УМГБ Самаркандской области, помощник начальника УМГБ Ульяновской области, начальник АХО УМГБ-УМВД, начальник 4-го отдела УМВД Ульяновской области, начальник отдела УКГБ Ульновской области.
Умер в Ульяновске в 1986 году.